# Alberto Land
Alberto Batista de Castro Land (Ca. 1945 – Rio de Janeiro, 5 de agosto de 2002) foi um compositor, engenheiro químico e psicanalista brasileiro. Sua música "Helena, Helena, Helena", interpretada por Taiguara, foi a vencedora do I Festival Universitário da Canção Popular, realizado pela TV Tupi em 1968.

## Obras
- À Lá Carte
- Covarde e violento
- De pilantra e de poeta
- Helena, Helena, Helena
- Pra não se afastar
- Quem tem tempo pra ser meu amigo